# Rajon Hrodna

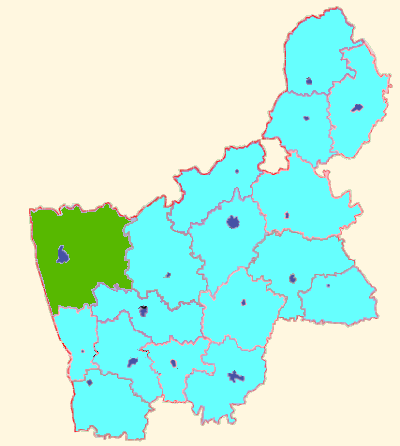
Rajon Grodno, Karte

Der Rajon Hrodna (belarussisch Гродзенскі раён, russisch Гродненский район) ist eine Verwaltungseinheit im Nordwesten der Hrodsenskaja Woblasz in Belarus mit dem administrativen Zentrum in der Stadt Hrodna. Der Rajon hat eine Fläche von 2700 km², umfasst 383 Ortschaften und ist in 14 Selsawets gegliedert.

## Geographie
Der Rajon Hrodna liegt im nordwestlichen Teil der Hrodsenskaja Woblasz. Die Nachbarrajone in der Hrodsenskaja Woblasz sind im Osten Schtschutschyn, im Süden Masty und Berastawiza.

## Geschichte
Der Rajon Hrodna wurde am 15. Januar 1940 gebildet.